# Karl von Gebler
Karl von Gebler (* 29. November 1850 in Wien; † 7. September 1878 in Graz) war ein österreichischer Offizier und Historiker, bekannt für die Veröffentlichung der Akten des Prozesses von Galileo Galilei.

## Leben
Er war der Sohn des österreichischen Feldmarschall-Lieutenants Wilhelm von Gebler (1803–1884), wuchs in Graz auf und sollte auch die Militärkarriere einschlagen. Nach dem Abitur wurde er 1869 Soldat in der k.u.k. Armee, zuerst im 7. Infanterieregiment. Bald darauf wurde er Leutnant des 4. Dragonerregiments. Er galt als hervorragender Reiter und Schütze und wurde wegen seiner intellektuellen Neigungen und da er ein ausgezeichneter Zeichner war für Generalstabsarbeit hinzugezogen. In seiner Freizeit veröffentlichte er in Zeitschriften zu militärhistorischen Themen und übersetzte ein Buch eines französischen Generalstabsoffiziers. Nach einem Nachtritt kam es zu einem beinahe tödlichen Ausbruch von Tuberkulose und er musste den Dienst quittieren. Er zog in sein Elternhaus in Graz. Diese zogen mit ihm in das mildere Klima der Umgebung von Bozen. Dort erholte er sich und begann seine vier Jahre währenden Studien zum Prozess Galilei, die er im November 1875 abschloss und deren Ergebnisse er 1876 veröffentlichte. Sein Buch über den Prozess brachten ihm viel Anerkennung sowohl in Deutschland als auch in Italien (die Accademia dei Lincei, die Akademien von Pisa und Padua lobten das Werk, König Victor Emmanuel verlieh ihm den Orden der Krone von Italien). Nach dem Tod der Mutter zog er mit seinem Vater nach Meran, wo er sich gut erholte und am gesellschaftlichen Leben teilnahm. Als Nächstes hatte er vor, den Prozess und Leben von Johanna von Orleans zu erforschen und war schon ein Stück vorangekommen, als eine heftige Kritik an seinem Galilei-Buch durch Domenico Berti erfolgte, der die Originalakten im Vatikan eingesehen hatte. Insbesondere ging es um ein Dokument in den Akten vom 26. Februar 1616, nach dem Kardinal Bellarmin Galilei ausdrücklich warnte, das Kopernikanische System als Tatsache zu präsentieren. Gebler hielt dies für eine nachträgliche Fälschung. Von Berti herausgefordert begab er sich trotz nachlassender Gesundheit im Mai 1877 nach Rom, wo er Zugang zu den Originalakten im Vatikanarchiv erhielt, diese mit größter Sorgfalt zehn Wochen lang (täglich 14 Stunden trotz großer Hitze in Rom) untersuchte und kopierte und 1877 veröffentlichte (die erste vollständige Veröffentlichung). Darin vertrat er nun die Meinung, das Dokument von 1616 sei echt, was eine lebhafte Debatte auslöste. Nach der Rückkehr aus Rom im Juli 1877 hatte er seine Stimme verloren und erkrankte. Im Oktober fuhr er allerdings wieder nach Italien und besuchte alle Wirkungsstätten von Galilei und unternahm weitere Galilei-Studien, worüber er in der Deutschen Rundschau (1878, Nr. 7) einen Reisebericht veröffentlichte. Darin korrigierte er die damals verbreitete Ansicht einer strengen Kerkerhaft Galileis. Das war seine letzte Veröffentlichung. Seine Krankheit brach erneut aus und eine Kur in Gleichenberg verschlimmerte den Verlauf. Er starb in seinem Heimatort, wo er neben seinem einzigen Bruder beerdigt wurde.

## Schriften
- Die Acten des Galileischen Processes, nach der Vaticanischen Handschrift, Stuttgart: Cotta 1877
- Galileo Galilei und die Römische Kurie, Stuttgart: Cotta, 1876, Archive
  - Erweiterte Englische Übersetzung: Galileo Galilei and the Roman Curia, London: Paul Kegan 1879 (Übersetzer und Herausgeber Jane Sturge, mit Biografie des Autors), Archive
- Postum herausgegeben von Wilhelm von Gebler: Nachklänge: Ausgewählte Schriften, Band 1 (Band 2) (Nekrolog S. 248f)